# Задолженность по кредитной карте

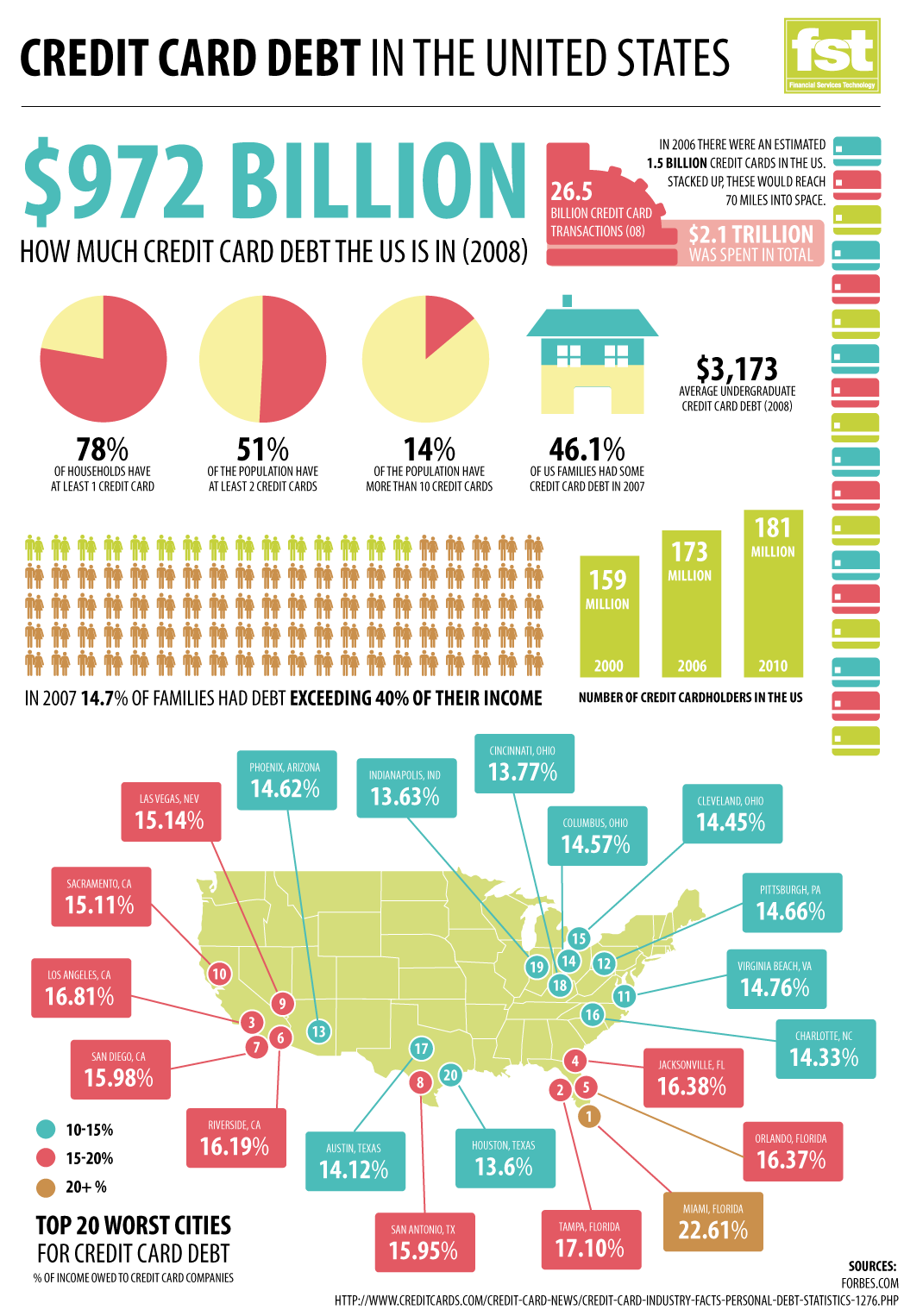
Инфографика о задолженности по кредитным картам в США (2010)

Задолженность по кредитной карте возникает, когда клиент компании-эмитента кредитной карты приобретает товар или услугу посредством карточной системы и не платит компании вовремя за потраченные деньги. Долг накапливается и увеличивается за счет процентов и комиссий, а также из штрафов и пеней.
Результатом невыплаты этой задолженности вовремя является то, что компания взимает штраф за просрочку платежа (как правило, в США от 10 до 40 долларов) и сообщает о несвоевременной оплате агентствам по кредитному рейтингу. Задержку платежа иногда называют «дефолтом». Штраф за просрочку платежа увеличивает сумму задолженности, которую имеет потребитель.
Когда потребитель опаздывает с платежом, существует вероятность, что другие кредиторы, включая тех кредиторов, для которых потребитель не опоздал с оплатой, могут повысить для него процентные ставки. Эта практика называется универсальным дефолтом.
Исследования показывают, что люди с задолженностью по кредитной карте с большей вероятностью отказываются от необходимой медицинской помощи чем другие, и вероятность отказа от медицинской помощи возрастает с увеличением размера задолженности по кредитной карте.

## Статистика
Квартальная задолженность по кредитным картам в США с 1986 года (в миллиардах долларов):
- 3 квартал 2016 года: $ 927,1
- 3 квартал 2014 года: $ 833,8
- 4 квартал 2012 года: $ 828,8
- 4 квартал 2011 года: $ 834,4
- 1 квартал 2011 года: $ 776,6
- 4 квартал 2010 года: $ 833,1
- 4 квартал 2008 года: $ 984,2
- 4 квартал 2000 года: $ 688,2
- 4 квартал 1990 года: $ 245,9
- 3 квартал 1986 года: $ 133,5

Задолженность по кредитной карте в других странах:
- Великобритания (март 2009 года): 64,7 миллиардов фунтов стерлингов[4].
- Австралия (2010 год): 50 миллиардов австралийских долларов[5].
- Россия (первое полугодие 2016 года): 1,1 триллиона рублей[6].

В США потребители обычно выплачивают большую часть своей задолженности по кредитным картам в первом финансовом квартале года, так как это время, когда люди получают праздничные бонусы и возврат налогов. Однако задолженность по кредитным картам имеет тенденцию увеличиваться в течение остальной части года.
Считается, что задолженность по кредитным картам выше в промышленно развитых странах. Средний выпускник колледжа в США имеет долги по кредитным картам более $2000 . Медианный долг по кредитным картам в США составляет $3000.